# NXT UK TakeOver
NXT UK TakeOver is een serie van professioneel worstevenementen dat georganiseerd wordt door WWE voor hun NXT UK brand, een dochteronderneming van NXT. NXT UK TakeOver evenementen worden meerdere keren per jaar gehouden en worden live uitgezonden op de WWE Network.

## Geschiedenis
De eerste live WWE-specials die in het Verenigd Koninkrijk werden gehouden, waren het United Kingdom Championship Tournament en de United Kingdom Championship Special in 2017 en een tweede United Kingdom Championship Tournament in 2018. Na de premières van NXT UK in oktober 2018, begon de brand zijn eigen TakeOver evenementen organiseren. Het inaugurale evenement was in januari 2019 genaamd NXT UK TakeOver: Blackpool. Sindsdien zijn er evenementen gehouden op verschillende locaties in het VK en Ierland.

## Evenementen
| Evenement    | Datum            | Stad                            | Locatie                  | Main Event                                                              |
| ------------ | ---------------- | ------------------------------- | ------------------------ | ----------------------------------------------------------------------- |
| Blackpool    | 12 januari 2019  | Blackpool, Lancashire, Engeland | Empress Ballroom         | Pete Dunne (c) vs. Joe Coffey voor het WWE United Kingdom Championship. |
| Cardiff      | 31 augustus 2019 | Cardiff, South Glamorgan, Wales | Motorpoint Arena Cardiff | Walter (c) vs. Tyler Bate voor het WWE United Kingdom Championship.     |
| Blackpool II | 12 januari 2020  | Blackpool, Lancashire, Engeland | Empress Ballroom         | Walter (c) vs. Joe Coffey voor het WWE United Kingdom Championship.     |